# Little Saint James
Little Saint James is een privé-eiland in de Amerikaanse Maagdeneilanden. Het ligt ongeveer 1,5 km ten zuidenoosten van Saint Thomas en behoort tot het subdistrict East End. Van 1998 tot 2019 was het eiland eigendom van de zedendelinquent en bankier Jeffrey Epstein. In 2022 stond het eiland te koop.

## Geschiedenis
In 1997 was Little Saint James eigendom van de durfkapitaalverstrekker Arch Cummin. Op het eiland bevond zich een villa, drie gasthuizen, een ontziltingsinstallatie en een helipad. Cummin had het eiland te koop aangeboden, en in 1998 werd het gekocht door de bankier Jeffrey Epstein. Het eiland werd grondig herbouwd, en had in 2008 vijf gebouwen, een lagune, en er waren 70 personeelsleden op het eiland. Er was een privé-veerboot om het personeel te vervoeren van en naar het eiland. Later werd een tempel met gouden dak gebouwd waarvan de functie onduidelijk is.
In 2015 werd Epstein door Virginia Giuffre aangeklaagd omdat ze in 2001 op 17-jarige leeftijd werd gedwongen mee te doen aan een orgie. In zijn villa in Little Saint James zou Giuffre seksueel zijn misbruikt door prins Andrew. Prins Andrew ontkent de aantijging. Giuffre beweert dat Bill Clinton ook op het eiland aanwezig was. Clinton ontkent dat hij ooit op Little Saint James is geweest.
In 2016 kocht Epstein het naburige eiland Great Saint James. In 2019 werd Epstein gearresteerd, en pleegde op 10 augustus 2019 zelfmoord. In 2022 waren de beide eilanden te koop.

## Galerij

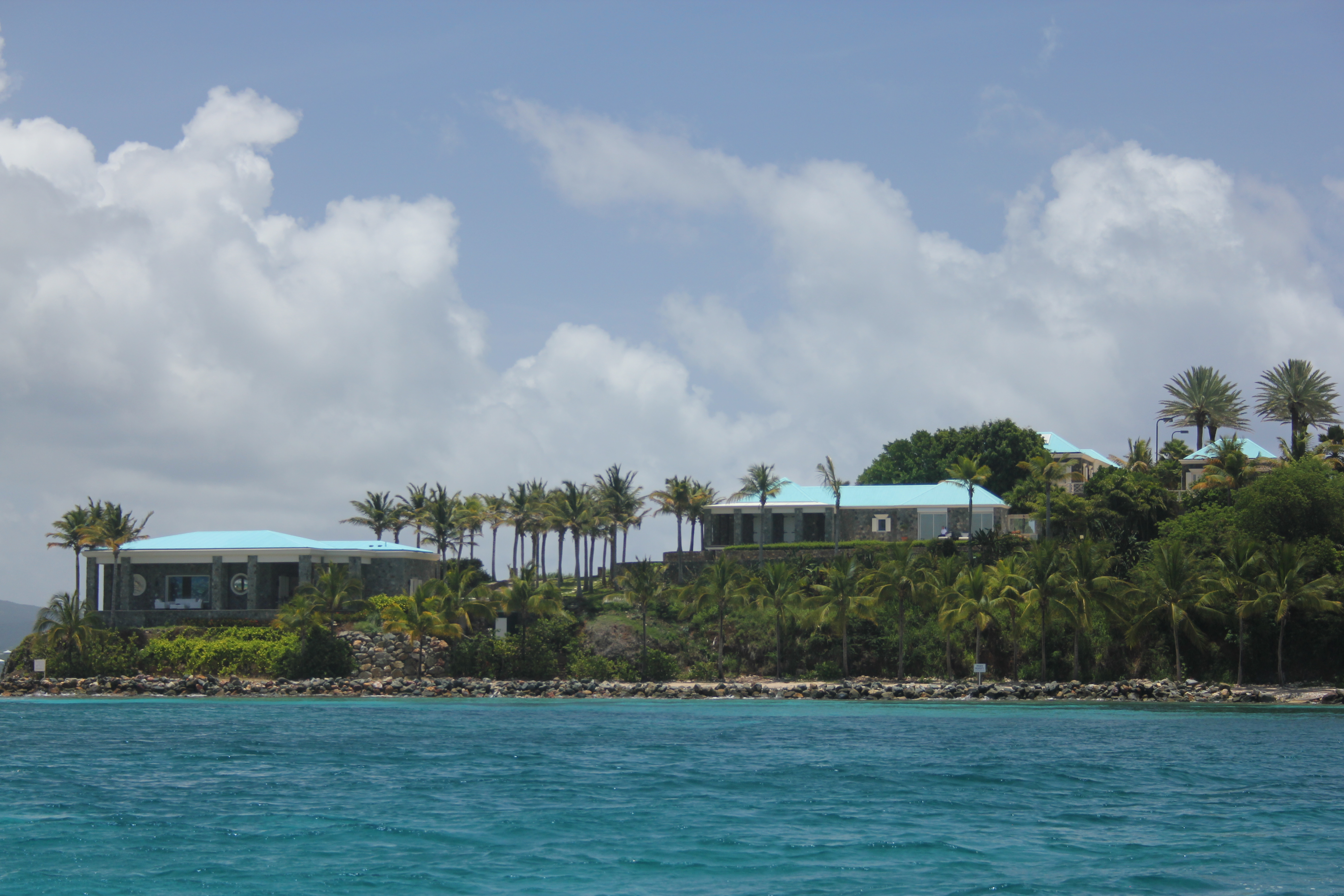
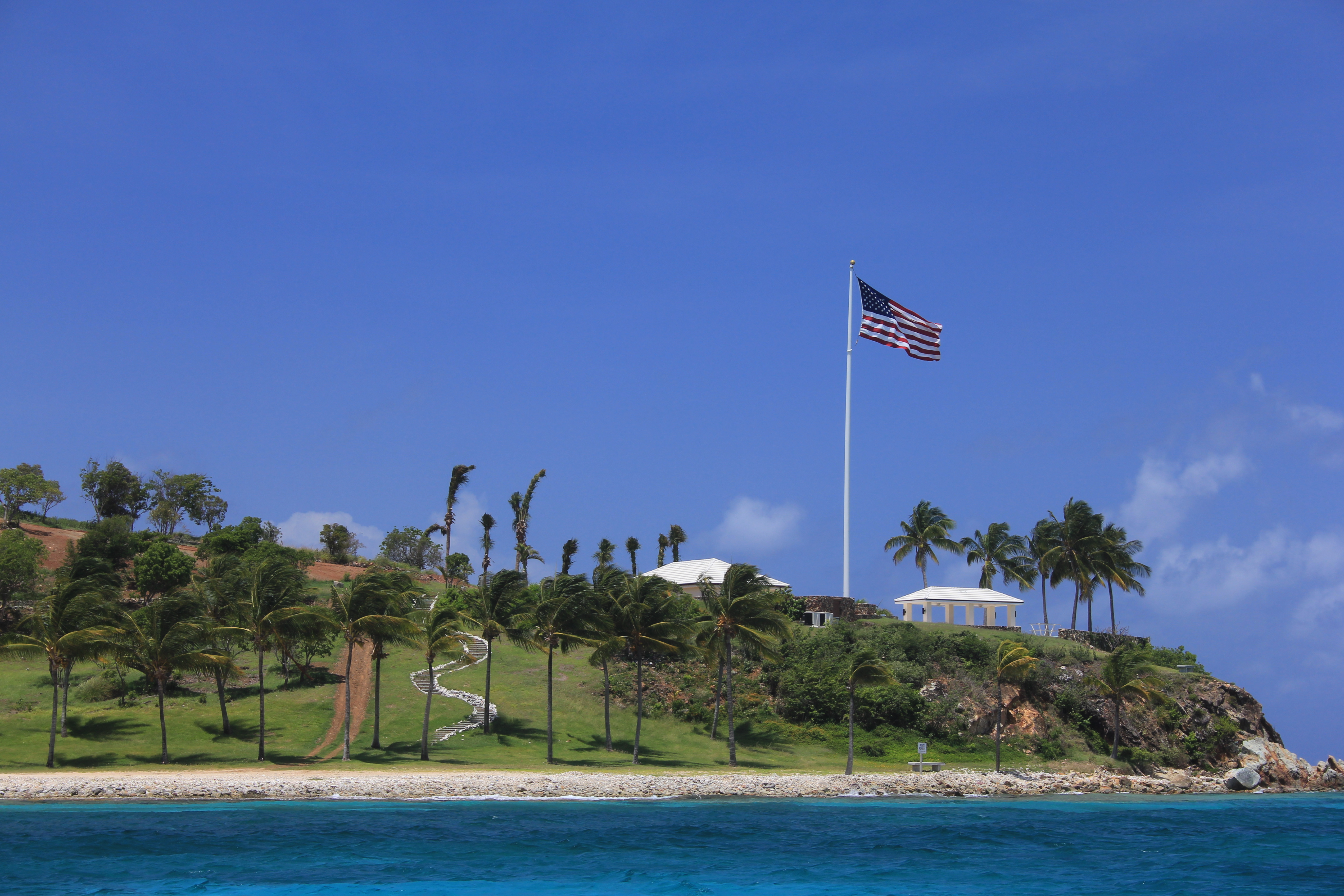

Saint Croix · Saint John · Saint Thomas

Buck Island (Saint Croix) · Great Hans Lollik · Great Saint James · Hassel Island · Little Saint James · Protestant Cay · Thatch Cay · Water Island